# Ein bisschen Sonne im kalten Wasser
Ein bisschen Sonne im kalten Wasser (Originaltitel: Un peu de soleil dans l'eau froide) ist ein Roman von Françoise Sagan. Er erschien erstmals 1969.

## Inhalt
Gilles, der in der Redaktion für Außenpolitik einer französischen Nachrichtenagentur arbeitet, lebt zusammen mit seiner Frau Héloïse, einem Model, in Paris. Obwohl die beiden materiellen Wohlstand genießen, nimmt Gilles eines Tages die Symptome einer Depression bei sich wahr. Er gerät in Apathie, verliert die Lust an seinen Hobbys und auch das Interesse für seine Frau lässt nach.
In dieser Situation treffen ihn seine Freunde Florent  und Odile laden ihn zu einer Fahrt nach Limoges ein. Als sie in Limoges angekommen sind und gemeinsam angeln, kommt Nathalie Silvener, eine Bekannte Florents und Odiles, vorbei. Florent stellt sie Gilles vor und dieser wird von dem Blick von Nathalie in Bann gezogen. Nach dem Angeln verabreden sich die Männer mit Nathalie auf einen Porto Flip. Am Abend treffen sie Nathalie in der Bar wieder. Dort begegnen sie drei anderen Männern, die sich als „Die drei Ritter“ von Nathalie vorstellen, nämlich Pierre Lacour, Jean Noble und Pierre Grandet. Von ihnen erfährt Gilles, dass Nathalie von vielen Männern umworben wird und dass diese als Literaturkritikerin bei der Lokalzeitung in Limoges arbeitet. Gilles kommt Nathalie näher, und er verliebt sich in sie. Als er abreisen möchte, begleitet sie Gilles zum Bahnhof in Vierzon.
Es gibt ein weiteres Treffen zwischen Nathalie und Gilles in Limoges, danach kehrt Gilles wieder nach Paris zurück, und eines Tages besucht ihn Nathalie in Paris, die fortan in der Hauptstadt leben möchte und eine Arbeit in einem Reisebüro annimmt. Als sich Nathalie und Gilles öfter treffen, werden erste Probleme in ihrer Beziehung sichtbar: Bei einem Treffen mit Gilles’ Freund Nicolas entwickelt sich zwischen Nathalie und ihm eine angeregte Unterhaltung, und sie wird für Gilles, der ihr seine journalistischen Texte Korrektur lesen lässt, zur schärfsten Kritikerin. Aus Frust nimmt Nathalie eine Überdosis Schlaftabletten. Im Krankenhaus erfährt Gilles von einem Arzt, dass Nathalie nicht überlebt hat.

## Zitat
Der Erzählung ist zur Einleitung ein Zitat von Paul Eluard vorangestellt. Dieses lautet:

„Unbekannt war sie meine liebste Gestalt, Die mich der Sorge enthob ein Mann zu sein, Und ich sehe sie und ich verliere sie und ich ertrage Mein Leid, wie ein bißchen Sonne im kalten Wasser“

## Verfilmung
Im Jahre 1971 verfilmte Jacques Dery den Roman unter demselben Titel.

## Kritik
„"Ein bisschen Sonne im kalten Wasser" ist der erste Roman der Autorin, der aus der Perspektive eines Mannes geschrieben ist, weiß die Rezensentin, aber daran hapere es nicht - viel mehr ist es die Geschichte selbst, die historischer anmutet als es sein Schauplatz in und um das Paris des Jahres 1967 hergibt, das Buch schmeckt nach neunzehntem Jahrhundert, so März, die den Liebesselbstmord der Protagonistin zu pathetisch für die Zeit der Kulturrevolution findet.“

## Ausgaben
- Un peu de soleil dans l’eau froide. Roman. Flammarion, Paris, 1969.
- Ein bisschen Sonne im kalten Wasser Aus dem Französischen von Ilse Walther-Dulk und Robert Weisert. Ullstein, Frankfurt/M. 1970.